# 李鶴鳴
李鶴鳴（1485年—？），字九臯，號潜崖，浙江金華府義烏縣人，民籍，明朝政治人物。

## 生平
浙江鄉試第七十名舉人。正德十二年（1517年）中式丁丑科會試第八十八名，登第三甲第一百八十一名進士。兵部观政，授太常寺博士，嘉靖六年（1527年）九月选授吏科给事中，十二年四月考察以才力不及降调金坛县丞。因准备征讨安南，十六年四月恢复兵科给事中原职，与御史傅凤翱往两广随军纪功。八月升兵科右，十八年以奉先殿建成，升大理寺右寺丞，八月考察以不謹閑住。

## 家族
曾祖李彪；祖父李成；父李曇，母樓氏。慈侍下。兄鹤年。弟鹤翀。